# 보초 교통
보초 교통 주식회사(영어: Bocho Kotsu Company, Limited., 일본어: 防長交通株式会社)는 야마구치현 슈난시에 본사를 둔 버스 운수 업체이다.